# Парламентские выборы в Испании (1914)
Парламентские выборы 1914 года в Испании прошли 8 марта. Явка составила 55,12 % от общего числа зарегистрированных избирателей.

## Предыстория
4 года работы Конгресса депутатов, избранного в 1910 году, проходили на фоне анархистского террора (убийство премьер-министра Хосе Каналехаса, покушения на экс-премьера Антонио Маура в 1910 и короля Альфонсо XIII в 1913) и серьёзных разногласий в обеих династических партиях. 12 ноября 1912 года был убит Каналехас, что привело к борьбе за лидерство в Либеральной партии. Три дня обязанности председателя правительства временно исполнял Мануэль Гарсиа Прието, но в итоге 14 ноября новым главой Совета министров и лидером партии стал его оппонент, Альваро де Фигероа и Торрес граф Романонес (бывший консерватор-вильявердистас). В конце концов, 27 октября 1913 года правительство Испании возглавил консерватор Эдуардо Дато Ирадьер, занимавший свой пост до 9 декабря 1915 года.
Обе династические партии оказались перед выборами в глубоком кризисе. По прежнему контролируя политическую систему страны, они всё больше погрязают во внутрипартийных распрях и не могут сохранить своё единство. После того как борьбу за лидерство в Либеральной партии выиграл граф Романонес, его соперник Гарсиа Прието покидает партию и создаёт свою организацию — Либерально-демократическую партию. Консерваторы же и вовсе раскалываются на три части, «датистас» (сторонников нового премьер-министра), «мауристас» (приверженцев экс-премьера) и «непримиримых» во главе Хуаном де ля Сьерва.
В Наварре местные карлисты и интегристы участвовали в выборах совместно.
Коалиция Союз республиканцев и социалистов, созданная в 1909 году, фактически распалась. Умеренное крыло республиканцев во главе с Мелькиадесом Альварес отделились и образовали собственную Реформистскую партию. Республиканцы-радикалы Алехандро Лерруса также вышли из союза и создали Республиканскую коалицию вместе с националистами-федералистами. Республиканцы-федералисты решили участвовать в выборах самостоятельно, как и Республиканский автономистский союз. Таким образом, к выборам 1914 года в Союзе республиканцев и социалистов остались только две партии, заново учреждённая Республиканская и Испанская социалистическая рабочая партия.

## Результаты
8 марта были избраны 408 членов Конгресса депутатов.
Победу на выборах одержала Либерально-консервативная партия, которая смогла получить 193 мест в Конгрессе депутатов (47,30 %). Всего же консерваторы, участвовавшие в выборах тремя списками, завоевали 220 мест (53,92 %).. Их главным оппонентам, Либеральной партии, даже с учётом отколовшейся от неё Либерально-демократической партии, пришлось удовлетвориться 122 местами (29,90 %). Республиканцы, не сумев сохранить единство, несколько уменьшили своё представительство в парламенте, в то время как каталонские регионалисты почти на треть увеличили количество своих мест в Конгрессе депутатов.
Итоги выборов в Конгресс депутатов Испании 8 марта 1914 года
| Партии и коалиции                                            | Партии и коалиции                                   | Партии и коалиции                                    | Партии и коалиции                         | Лидер                          | Голоса    | Голоса    | Голоса    | Места      | Места      | Места |
| Партии и коалиции                                            | Партии и коалиции                                   | Партии и коалиции                                    | Партии и коалиции                         | Лидер                          | #         | %         | +/−       | Места      | +/−        | %     |
| ------------------------------------------------------------ | --------------------------------------------------- | ---------------------------------------------------- | ----------------------------------------- | ------------------------------ | --------- | --------- | --------- | ---------- | ---------- | ----- |
|                                                              |                                                     | Либерально-консервативная партия                     | исп. Partido Liberal-Conservador, PLC     | Эдуардо Дато                   |           |           |           | 193        | ▲78        | 47,30 |
|                                                              | Консерваторы-«мауристас»                            | исп. Conservadores Mauristas, (M)                    | Антонио Маура                             |                                |           |           | 22        | Первый раз | 5,39       |       |
|                                                              | Непримиримые консерваторы («сьервистас»)            | исп. Conservadores "intransigentes" (ciervistas)(CC) | Хуан де ля Сьерва                         |                                |           |           | 5         | Первый раз | 1,23       |       |
| Все консерваторы                                             | Все консерваторы                                    | Все консерваторы                                     | Все консерваторы                          | Все консерваторы               |           |           |           | 220        | ▲105       | 53,92 |
|                                                              |                                                     | Либеральная партия                                   | исп. Partido Liberal, PL                  | Альваро де Фигероа и Торрес    |           |           |           | 84         | ▼131       | 20,59 |
|                                                              | Либерально-демократическая партия                   | исп. Partido Liberal Demócrata, PLD                  | Мануэль Гарсия Прието                     |                                |           |           | 38        | Первый раз | 9,31       |       |
| Все либералы                                                 | Все либералы                                        | Все либералы                                         | Все либералы                              | Все либералы                   |           |           |           | 122        | ▼93        | 29,90 |
|                                                              |                                                     | Республиканская коалиция                             | исп. Coalición Republicana                | Алехандро Леррус               |           |           |           | 11         | Первый раз | 2,69  |
|                                                              | Реформистская партия                                | исп. Partido Reformista, PR                          | Мелькиадес Альварес                       |                                |           |           | 11        | Первый раз | 2,69       |       |
|                                                              | Союз республиканцев и социалистов                   | исп. Conjunción Republicano - Socialista, CRS        | Роберто Кастровидо                        |                                |           |           | 10        | ▼17        | 2,45       |       |
|                                                              | Федеративная демократическая республиканская партия | исп. Partido Republicano Dem. Federal, PRDF          | Хоакин Пи-и-Арсиага                       |                                |           |           | 1         | Первый раз | 0,25       |       |
|                                                              | Республиканский автономистский союз                 | исп. Partido Unión Republicano Autonomista, PURA     | Феликс Ассати                             |                                |           |           | 1         | ▼1         | 0,25       |       |
| Все республиканцы                                            | Все республиканцы                                   | Все республиканцы                                    | Все республиканцы                         | Все республиканцы              |           |           |           | 35         | ▼6         | 8,58  |
|                                                              |                                                     | Регионалистская лига Каталонии                       | исп. Lliga Regionalista de Catalunya, LRC | Энрик Прат-де-ла-Риба          |           |           |           | 13         | ▲3         | 3,19  |
| Все регионалисты                                             | Все регионалисты                                    | Все регионалисты                                     | Все регионалисты                          | Все регионалисты               |           |           |           | 13         | ▲3         | 3,19  |
|                                                              |                                                     | Традиционалистское причастие                         | исп. Comunión Tradicionalista, CT         | Маркиз де Серральбо            |           |           |           | 5          | ▼5         | 1,23  |
|                                                              | Независимые католики                                | исп. Católico independiente                          | Маркиз де Сантильяна                      |                                |           |           | 5         | ▲2         | 1,23       |       |
|                                                              | Национальная католическая партия                    | исп. Partido Católico Nacional, PCN                  | Хуан Оласабаль                            |                                |           |           | 2         | ▬          | 0,49       |       |
| Все карлисты и традиционалисты                               | Все карлисты и традиционалисты                      | Все карлисты и традиционалисты                       | Все карлисты и традиционалисты            | Все карлисты и традиционалисты |           |           |           | 12         | ▼3         | 2,94  |
|                                                              | Независимые                                         | Независимые                                          | Независимые                               | Независимые                    |           |           |           | 6          | ▬          | 1,47  |
|                                                              | Вакантные                                           | Вакантные                                            | Вакантные                                 | Вакантные                      | Вакантные | Вакантные | Вакантные | 1          | ▼2         |       |
|                                                              |                                                     |                                                      |                                           |                                |           |           |           |            |            |       |
| Всего                                                        | Всего                                               | Всего                                                | Всего                                     | Всего                          | 2 285 293 | 100,00    |           | 408        | ▲4         |       |
|                                                              |                                                     |                                                      |                                           |                                |           |           |           |            |            |       |
| Зарегистрировано/Явка                                        | Зарегистрировано/Явка                               | Зарегистрировано/Явка                                | Зарегистрировано/Явка                     | Зарегистрировано/Явка          | 4 146 214 | 55,12     | ▼12,44    |            |            |       |
|                                                              |                                                     |                                                      |                                           |                                |           |           |           |            |            |       |
| Источник: - Historia Electoral - Spain Historical Statistics |                                                     |                                                      |                                           |                                |           |           |           |            |            |       |

1. ↑  Включая Радикальную республиканскую партию (5 мест) и Республиканский националистический федеральный союз (6 мест)
2. ↑  Включая Республиканскую партию (9 мест) и Испанскую социалистическую рабочую партию (1 место)
3. ↑  Включая независимого республиканца
4. ↑  Среди них независимый республиканец, каталонский националист, баскский династист, независимый либерал, экс-консерватор и независимый андалузский автономист

## Результаты по регионам
Либерально-консервативная партия заняла первое место по количеству избранных депутатов в 30 провинциях. Либералы смогли победить в 4 провинциях (Логроньо (ныне Риоха), Уэска, Гвадалахара и Канарские острова, в то время являвшиеся единой провинцией). Консерваторы-«мауристас» смогли занять первые места в провинциях Вальядолид и Сарагоса. Либеральные демократы победили в Леоне, Регионалистская лига — в Барселоне, Союз республиканцев и социалистов — в Мадриде, карлисты в союзе с интегристами одержали победу в Наварре, а независимые католики в Гипускоа. В Луго, Саморе, Льейде и Кастельоне мандаты поделили консерваторы и либералы, в Понтеведра первое место поделили консерваторы и либеральные демократы, на Балеарах места достались «датистас» и «мауристас», в Жироне победу одержали Регионалистская лига и Союз республиканцев и социалистов, в Таррагоне — консерваторы, либералы и Республиканская коалиция. В Мадриде 5 мандатов из 8 выиграл Союз республиканцев и социалистов (из них 4 взяла Республиканская партия и один социалисты). Ещё два места получили консерваторы и одно либералы. В Барселоне победили регионалисты (5 мандатов из 7), оставшиеся 2 поделили республиканцы-радикалы и националисты-федералисты. В Севилье победили консерваторы (3 мандата из 5), два оставшихся места получили либералы. В Валенсии по одному мандату завоевали консерваторы, карлисты и республиканцы-автономисты.

## После выборов
29 апреля 1914 года новым председателем Конгресса депутатов был избран Аугусто Гонсалес Бесада (Либерально-консервативная партия), за которого проголосовали 280 парламентариев при 30 воздержавшихся. Председателем Сената стал консерватор Марсело Аскаррага, которого после его смерти в мае 1915 года заменил Хоакин Санчес де Тока (Либерально-консервативная партия).
После того как король Альфонсо XIII 18 декабря 1913 года подписал указ, разрешающий провинциям объединяться в административные сообщества, началось создание Каталонского содружества (кат. Mancomunitat de Catalunya), которое было официально провозглашено 6 апреля 1914, объединив 4 каталонские провинции: Барселону, Жирону, Таррагону и Льейду. Впервые после отмены автономии Каталонии в 1714 году испанские власти признали существование каталонского сообщества на официальном уровне. Первым президентом Каталонского содружества стал Энрик Прат-де-ла-Риба, убитый в августе 1917 года.
Во многом благодаря позиции своего короля Испания осталась нейтральной во время Первой мировой войны.